# مراسلات ملوك أور
مراسلات ملوك أور (CKU)، والمعروفة أيضًا باسم المراسلات الملكية لأور، هي مجموعة من 24 رسالة أدبية مكتوبة باللغة السومرية وتنسب إلى ملوك سلالة أور الثالثة، 2048-1940 قبل الميلاد (2112-2004 التسلسل الزمني للشرق الأدنى القديم). وهي معروفة في المقام الأول من النسخ التي يرجع تاريخها إلى العصر البابلي القديم، حوالي 1500 قبل الميلاد. 1800-1600 قبل الميلاد؛ ولا يزال تاريخ تأليفها الأصلي ودقتها التاريخية محل جدال.

## نسخ من الرسائل
لا يمكن معرفة حروف CKU إلا من خلال النسخ المكتوبة على الألواح الطينية كتدريبات مدرسية للطلاب الذين يتعلمون كتابة الكتابة المسمارية. وقد تم تأريخ جميع النسخ المعروفة، باستثناء نسخة واحدة، إلى العصر البابلي القديم، وتم العثور عليها في مدن بلاد ما بين النهرين أو الشرق الأدنى الأوسع، بما في ذلك نفر، وأور، وإيسن، والوركاء، وكيش، وسيبار، وشوشان. كما تم العثور في مدينة شوشان على لوح واحد يحمل نسختين من اثنتين من الرسائل ويرجع تاريخهما إلى العصر البابلي الأوسط. من المعروف حاليًا وجود حوالي 115 لوحًا مسماريًا تحمل نسخًا من حرف واحد أو أكثر من أحرف CKU.

## المحتوى والبنية
تمت كتابة رسائل CKU بأسلوب أدبي من النثر السومري. إنها تتوافق بشكل فضفاض مع البنية التالية:
- صيغة العنوان: "تحدث إلى [المستلم]، قائلاً (كلمات) [المخاطب]:"
- دعوى
- تحية
- صيغ الإغلاق
  - في رسائل إلى الملك: "الآن تم إبلاغ ملكي (بكل هذا)" و/أو "مهما أمرني ملكي، سأفعله".
  - في رسائل الملك: "الأمر عاجل".

تُقدَّم معظم الرسائل على أنها تبادل بين ملك من سلالة أور الثالثة وأحد مسؤوليه (بعضهم شخصيات تاريخية معروفة، مثل الجنرال أرادمو وملك إيسن إشبي إيرا لاحقًا)، وعادةً ما يناقشون مسائل الدولة أو الإدارة. وتشمل بعض المواضيع: الصعوبات في التعامل مع مسؤولين معينين، وبناء وإصلاح التحصينات، والتقارير المتعلقة بتأمين المحافظات وإكمال المهام الأخرى، والاتهامات بعدم الولاء أو الظلم الموجهة إلى مسؤولين آخرين.

## قائمة الرسائل

### رسائل موجهة من وإلى شولجي
1. أرادمو إلى شولجي 1
1أ.
أرادمو إلى شولجي 1أ
 2. شولجي إلى أرادمو 1
 3. أرادمو إلى شولجي 2
 4. أبينداسا إلى شولجي 1
 5. شولجي إلى أرادمو 2
 6. شولجي إلى أرادمو 3
 7. أرادمو إلى شولجي 3
 8. أرادمو إلى شولجي 4
 9. أرادمو إلى شولجي 5
 10. أرادمو إلى شولجي 6
 11. اوردون الى شولجي 1
 12. أرادمو(?) إلى شولجي(?) 7
 13. بوزور-سولجي إلى سولجي 1
 14. شولجي إلى بوزور-شولجي الأول
 15. شولجي إلى إشبي-إيرا 1

### رسائل بين شولجي وأمار سين
16. أمار سين إلى شولجي 1 17. من شولجي إلى أمار سين

### رسائل موجهة من وإلى شو سين
18. شاروم باني إلى شو سين 19. شو سين إلى شاروم باني 1 20. شو سين إلى لو نانا وشروم باني 1

### رسائل موجهة من وإلى إبي سين
21. إيشبي-إيرا إلى إبي-سين 1 22. إبي سين إلى إيشبي إيرا 1 23. بوزور نوموشدا إلى إبي سين 1 24. إبي سين إلى بوزور نوموشدا 1

## جدل حول تاريخية الرسائل
إن صحة المراسلات بين ملوك أور من الناحية التاريخية ــ مسألة ما إذا كانت تعود في الأصل، كما تزعم، إلى سلالة أور الثالثة، أو ما إذا كانت قد ألفت خلال المؤلفات البابلية القديمة ــ هي قضية مثيرة للجدال ومعقدة إلى حد كبير. ولعدة سنوات، تم التعامل مع الرسائل باعتبارها أحد أفضل مصادر المعلومات لإعادة بناء الأحداث السياسية في سلالة أور الثالثة، وخاصة نهاية المملكة. إن الرواية الحديثة لنهاية سلالة أور الثالثة، على سبيل المثال (الانهيار الكارثي بسبب عوامل مثل غزوات الأموريين، والكوارث البيئية، وفشل المحاصيل، وصعود البيروقراطية المتضخمة)، تعتمد إلى حد كبير على نظرية CKU.
ومع ذلك، فقد تم التشكيك في تاريخية هذه الرسائل مؤخرًا، مما أثار في بعض الأحيان نقاشًا حادًا بين العلماء. في عام 2001، نشرت فابيان هوبر مقالاً بعنوان "المراسلات الملكية الخاصة بأور، مجموعة من الوثائق الملفقة"، حيث زعمت أن المجموعة كانت ملفقة بالكامل. استندت هذه الحجة في المقام الأول على حدوث سمات لغوية بعد عصر أور الثالث، والاقتراضات بين الحروف، والأسماء الشخصية وأسماء الأماكن بعد عصر أور الثالث. ردًا على مقال هوبر، كتب ويليام و. هالو دفاعًا عن صحة CKU، مدعيًا أن جميع الرسائل تقريبًا تم نسخها من رسائل أرشيف سلالة أور الثالثة ويمكن استخدامها كمصدر تاريخي. في عام 2011، قدم بيوتر ميخالوفسكي، في إصداره لمجلة CKU بأكملها، حجة ضد وجهتي النظر.
وبدلاً من ذلك، اتخذ موقفًا مفاده أن بعض عناصر رسائل أور الثالثة الأصلية قد تم دمجها في المنهج البابلي القديم، ولكن تم تحريرها على نطاق واسع؛ في بعض الحالات، من الممكن معرفة أن الرسالة ملفقة، بينما في حالات أخرى، من المرجح أن يمثل جوهر الرسالة محتوى أور الثالثة الأصلي. في مراجعة لكتاب ميخالوفسكي، دافع باسكال أتنجر عن موقف هوبر ضد انتقادات ميخالوفسكي.

## روابط خارجية
- مجموعة النصوص الإلكترونية للأدب السومري: ترجمات وحروف أغلب الرسائل (انتقل إلى "الرسائل الأدبية وصلوات الرسائل"، ثم "المراسلات الملكية"، ثم "سلالة أور الثالثة").